# Transportes Azkar
A empresa Transportes Azkar, é uma empresa multinacional espanhola, que se dedica à prestação de serviços de logística (Carvalho, 2002, p. 31).
A empresa conta com cerca de 73 plataformas logística e centros de distribuição, estando fortemente implantada em Espanha, com cerca de 65 plataformas logísticas e centros de distribuição. 
Em Portugal, conta já com cerca de 5 plataformas logísticas, em Lisboa (Alverca), Coimbra, Porto (Maia), Guarda e Faro. 
Em Portugal, a sede da Azkar está localizada na zona do Porto, na Maia (Azkar, 2009).

## Serviços
A empresa dedica-se à prestação de serviços de logística, desde a simples distribuição e entrega de mercadoria "porta a porta", até aos serviços mais complexos de logística integrada.
Na área da distribuição, a Azkar oferece 3 modalidades de serviço: express, premium e soluções especiais. 
Na área da logística o serviço disponibilizado é o da logística integrada.

## Vantagens para o cliente
As principais vantagens que a Azkar proporciona aos seus clientes, são as seguintes:
- Redução de custos operacionais e custos de armazenagem, aumentando, deste modo, a rentabilidade (Roldão, 2002, p. 264). e a flexibilidade da empresa. 
- É possível às empresas clientes libertarem-se de tarefas e operações que não fazem parte do "core business", e alocarem esses recursos a tarefas e operações que incrementem valor acrescentado à empresa, com o consequente aumento de produtividade (Roldão, 2002, p. 264-265).
- Facilmente podem adaptar o serviço à realidade da empresa, de acordo com as variações necessárias, "passando" esta tarefa para a Azkar (Azkar, 2009).